# Christian Weber (SS)
Christian Weber (Polsingen, 25 agosto 1883 – Alpi sveve, 11 maggio 1945) è stato un militare tedesco del Partito nazista (NSDAP) e delle Schutzstaffel come Brigadeführer.

## Biografia
Insieme a personaggi del calibro di Emil Maurice, Ulrich Graf e Max Amann, Weber, all'epoca buttafuori in un bar, fu tra i primi soci politici di Adolf Hitler. Sempre pronto a combattere, Weber portava con sé un frustino, un'abitudine condivisa da Hitler in quei primi anni. Otto Strasser definì Weber come una "creatura simile a una scimmia" e "il più spregevole dei subalterni di Hitler"; Strasser in seguito affermò che Weber era un magnaccia in quel momento.
Alla fine del 1921, Weber era una delle coorti di Hitler quando i nazisti attaccarono una riunione della Lega Bavarese. Hitler picchiò personalmente il leader della Lega Otto Ballerstedt, un evento che lo portò a scontare un mese di prigione. Prima del 1923, Weber perse un occhio, cosa che lo costrinse ad indossare spesso un paio di occhiali appositamente realizzati.
Dopo il Putsch di Monaco del 1923, Weber, allora commerciante di cavalli, doveva ricevere $1000 da Hitler dopo aver acquistato il debito da Ernst Hanfstaengl. Weber insistette affinché Hitler pagasse il debito. I due rimasero comunque vicini, Hanfstaengl in seguito affermò che Weber fu uno dei pochi che poteva prendere in giro il Mein Kampf in compagnia di Hitler.
Consigliere comunale a Monaco di Baviera, fu effettivamente il capo della città dopo la presa del potere da parte dei nazisti nel 1933. Weber divenne una figura odiata in città, in particolare tra i ceti medi, essendo considerato sinonimo di corruzione: era infatti luogo comune chiedersi come un ex fattorino di un hotel fosse arrivato a possedere numerosi hotel, ville, distributori di benzina, una fabbrica di birra, l'ippodromo della città, un servizio di autobus e una casa nella Residenza di Monaco. Tra gli altri titoli acquisiti furono inclusi la presidenza del Reichsjagdmuseum e la "Lega dei proprietari di scuderie tedesche".
Nel 1934, durante la Notte dei lunghi coltelli, Weber fu tra le Schutzstaffel (SS) che si recarono a Bad Wiessee per eliminare la leadership delle Sturmabteilung (SA). Hitler lo ricompensò personalmente per la partecipazione promuovendolo al grado di SS-Oberführer. Sempre alla ricerca di una possibilità per arricchirsi, Weber fu protagonista durante la Notte dei lunghi coltelli quando portò un gruppo di SS, tra cui un giovane Hermann Fegelein, a Planegg dove saccheggiarono la tenuta del barone ebreo Rudolf von Hirsch: la tenuta alla fine passò in possesso di Weber.
Dal 1936 al 1939, Weber organizzò i ben noti carnevali della "Notte delle Amazzoni" al Castello di Nymphenburg, festeggiamenti che prevedevano sfilate di ragazze in topless vestite solo con mutandine color pelle. Si occupò delle disposizioni di sicurezza per le funzioni naziste a Monaco, anche se ricevette diverse critiche per questo compito quando i suoi piani non riuscirono a prevenire l'attentato di Georg Elser al Bürgerbräukeller l'8 novembre 1939, che mancò Hitler e un certo numero di altri importanti nazisti tra cui Heinrich Himmler e Alfred Rosenberg per soli dieci minuti. Nonostante ciò Weber rimase importante a Monaco, sebbene il Gauleiter Paul Giesler fosse un suo rivale. I due si scontrarono nel 1943 per la continuazione delle corse di cavalli in città e la disputa fu infine portata davanti allo stesso Hitler, dove Giesler sostenne che avrebbe dovuto essere bandito poiché non era favorevole alla guerra totale. Hitler era d'accordo in linea di principio con Giesler ma, a causa del rispetto per il suo compagno Alter Kämpfer, permise che le corse continuassero solo al Theresienwiese.

### Morte
Weber morì nel 1945 dopo essere stato arrestato dall'esercito degli Stati Uniti vicino a Starnberg. Era uno dei tanti prigionieri trasportati su un camion a cassone aperto, si verificò un incidente dove si ribaltò subendo delle ferite mortali. Il suo corpo fu sepolto in una fossa comune a Heilbronn.